# Darwang
Darwang (nepalski: दरबाङ) – gaun wikas samiti w zachodniej części Nepalu w strefie Dhawalagiri w dystrykcie Myagdi. Według nepalskiego spisu powszechnego z 2001 roku liczył on 716 gospodarstw domowych i 3359 mieszkańców (1836 kobiet i 1523 mężczyzn).